# Большая Пурга
Большая Пурга (удм. Пурга [purˈga]) — село в Игринском районе Удмуртии.

## География
Село находится в 40 км от районного центра (посёлок Игра). Стоит на реке Юрук.

## История
Село Большая Пурга является одним из древнейших селений на севере Удмуртии. Впервые погост Порга был упомянут в переписи 1615 года в составе Каринского стана Хлыновского уезда.

## Население
| 2010 | 2012 |
| ---- | ---- |
| 103  | ↘98  |

## Власть
Село в административном плане относится к Беляевскому сельскому поселению Игринского района Республики Удмуртия.